# Mathikere, Channapatna
Mathikere là một làng thuộc tehsil Channapatna, huyện Ramanagara, bang Karnataka, Ấn Độ.